# Jerrybuccinum malvinense
Jerrybuccinum malvinense is een slakkensoort uit de familie van de Buccinidae. De wetenschappelijke naam van de soort is voor het eerst geldig gepubliceerd in 2009 door Kantor & Pastorino.